# サイウア
サイウア（タイ語: ไส้อั่ว 、発音 [sâj ʔùa] 或いは北タイソーセージ、チェンマイソーセージ)とは、タイ北部およびミャンマー北東部地域における焼き豚肉ソーセージである。北部タイ諸県では一般的な食品であり 、タイの他の地域でも根強い人気を誇る。 名称はタイ語 sai （腸）とua （詰め物）に由来する。 ミャンマー・シャン州ではsai longphikとして知られている。 
サイウアの材料としては、豚ひき肉、ハーブ、スパイス、ケンクアレッドカレーペーストがあり、 通常はもち米などの料理と一緒に焼いたり、おやつや前菜として食したりする。かつてはサイウアは自家製のものしか手に入らなかったが、今日では店舗販売品も多い。 